# Ангажемент
Ангажеме́нт (від фр. engagement — зобов'язання, наймання) — запрошення артиста (артистки) або артистичного колективу на певний термін для участі у виставах чи концертах приватної антрепризи або казенного театру на певних контрактних умовах.
Найбільше поширення набув у другій половині XIX століття. Здебільшого практикувалося запрошення акторів на театральний сезон або для участі в окремих виставах.